# 阿久根消防署
阿久根消防署（あくねしょうぼうしょ）は、鹿児島県阿久根市の消防署。阿久根地区消防組合のうち、主に阿久根市を管轄する。

## 保有車両
- 指揮車：1台‐ベースシャシは三菱デリカ。阿久根市内の一般企業からの寄贈車両。（令和6年2月更新）
- 水槽付きポンプ自動車：2台 - ベースシャシは日野レンジャー。阿久根市内で発生した大火を鎮めたという空順法師の名を冠した車両名となっており、空順1号、空順2号となっており、車両後部のシャッターに空順法師のデザインがある。狭隘路が非常に多い市内の実情に合わせて、それぞれ、2,000Lの水槽付きでC-１級の可搬ポンプを積載している。空順1号は、日本機械工業艤装の車両でフォームプロ 自動泡混合システム搭載。ポンプ性能はA-2級。空順2号はモリタ擬装の車両。車両後部に落車付き。災害対応特殊水槽付きポンプ自動車。ポンプ性能はA-2級。
- 屈折はしご付きポンプ自動車：1台 - ベースシャシは日野レンジャー。モリタ社製の屈折、伸縮ブームを搭載したスノーケル車（MSC25）最大作業半径16.5ｍ（地上高5.5ｍ）、地上高26.5ｍ（上部踏み台面・作業半径6ｍ）、地表約マイナス6m（バスケット床面）まで下降することが可能。アウトリガーを伸梯側の片側だけしか使用しない「ワンサイドモード」でも使用が可能です。この「ワンサイドモード」により、建物や他の車両等、障害のある現場でも最小限のスペースで消火・救難活動が可能。伸縮水路菅付きで上部にメタルハライドの投光器も装備しており、照明塔車としての役割も果たす事が出来る。ポンプ性能はA-2級（平成23年3月更新）
- 救助工作車：1台 - ベースシャシは日野レンジャー。モリタ艤装の車両。救助工作車1型。パトライト社製SAP-500、ベルリンク社製LED赤色灯（平成25年3月更新）
- 人員搬送車：1台 - ベースシャシはハイエース6型（令和5年3月更新）
- 資機材搬送車：1台 - ベースシャシは三菱キャンター。擬装はパブコ社。総務省消防庁貸与車両。パトライト社製SAP-500搭載。後部にパワーゲートリフター搭載。
- 小型動力ポンプ付き軽積載車：1台 - ベースシャシはダイハツ・ハイゼットデッキバン。可搬ポンプC-3級積載。
- 高規格救急自動車：3台（1台は災害対応特殊救急車）